# Арчада
Арчада — река в России, приток Хопра, протекает в Пензенской области. Длина реки составляет 67 км. Площадь водосборного бассейна — 858 км².
Начинается около села Казанская Арчада, течёт в южном направлении по открытой местности. Устье реки находится в 863 км по правому берегу реки Хопёр на территории берёзово-соснового леса.
Ширина реки в среднем течении — 12-13 метров (местами — до 34 м), глубина — 1-4 метра, скорость течения оды 0,2 м/с.

## Притоки
- 16 км: Александровка[5] (пр)
- 21 км: Мокшан[5] (пр)
- 28 км: Грязнуха[5] (пр)
- 30 км: Березовая[5] (лв)
- Гай[5] (пр)

## Населённые пункты
На реке расположены населённые пункты Каменского района — село Казанская Арчада, возле которого находится исток реки, далее по течению Пустынь, Покровская Арчада, Ахматовка, Никольская Арчада, затем Сердобского района: сёла Гулёновка и Долгоруково и деревня Кологривка.

## Данные водного реестра
По данным государственного водного реестра России относится к Донскому бассейновому округу, водохозяйственный участок реки — Хопёр от истока до впадения реки Ворона, речной подбассейн реки — Хопёр. Речной бассейн реки — Дон (российская часть бассейна).
Код объекта в государственном водном реестре — 05010200112107000005308.